# تعبئة بنائية

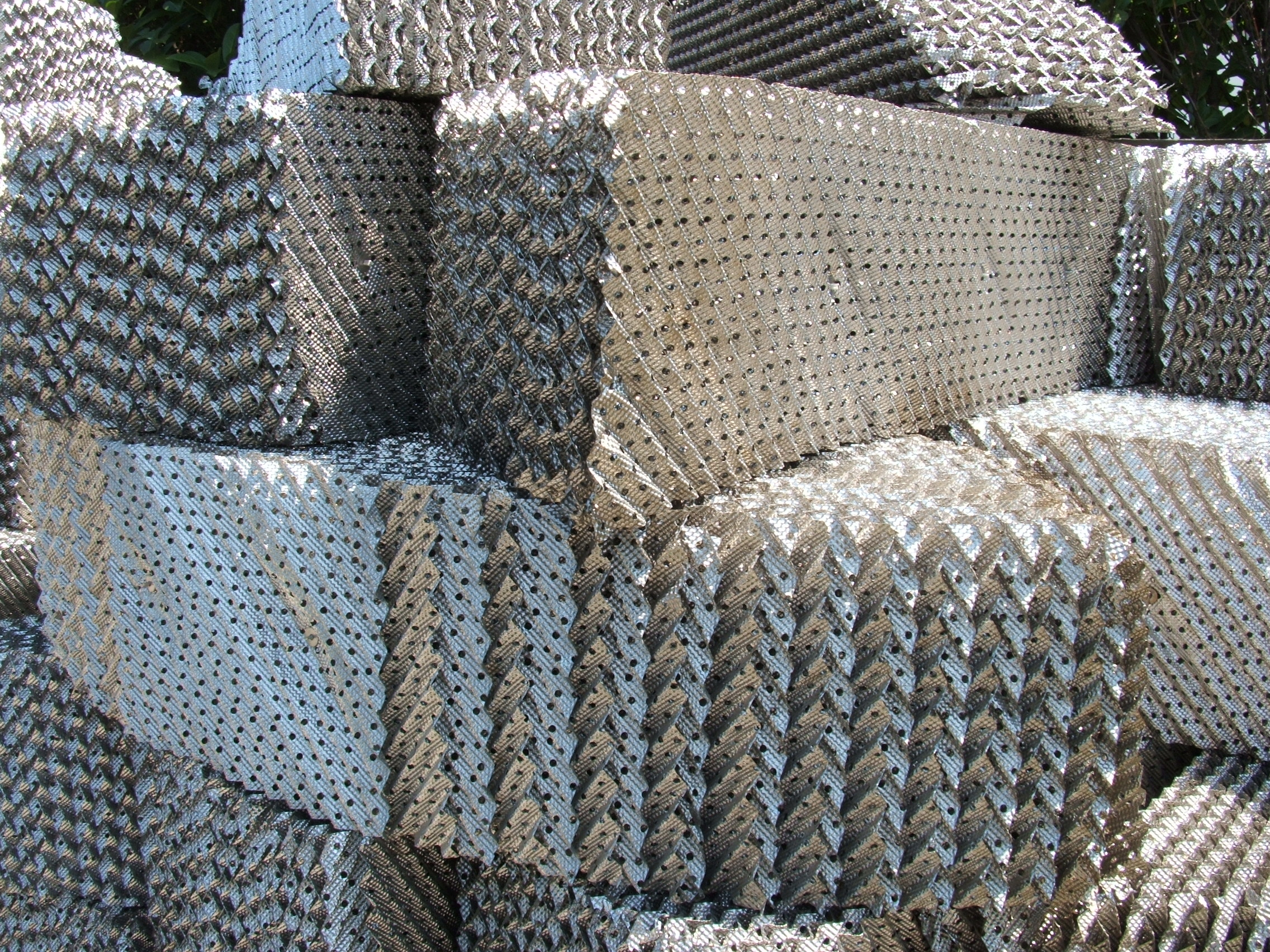
تعبئة مبنية.

تعبئة بنائية في هندسة كيميائية (بالإنجليزية:structured packing ) تستخدم على الأخص في تصميم بناء أعمدة التجزئة في عملية التقطير وفي كيمياء امتصاص و المفاعلات الكيميائية . وتتكون التعبئة المبنية من شرائح من المعدن ذات ثقوب منتظمة تعمل على توجيه السوائل لأتخاذ ممرات معقدة في عمود التجزئة ، متيحة بذلك سطحا كبيرا لتلامس السائل وبخاره أو تلامس طورين من أطوار المادة .

## وصلات خارجية
- Sulzer structured packings
- Koch-Glitsch structured packings
- Nonkon Structured Packings
- ACS Separations and mass-transfer products
- Rhine Ruhr Structured Packing

## اقرأ أيضا
- عمود معبأ
- حلقة راشينج
- تقطير جزئي
- تقطير النفط
- تقطير جاف
- معادلة فينسك
- طبق نظري